# Aleksandr Selyava
Aleksandr Selyava (tiếng Belarus: Аляксандар Сялява; tiếng Nga: Александр Селява; sinh 17 tháng 5 năm 1992) là một cầu thủ bóng đá Belarus. Tính đến năm 2017, anh thi đấu cho Shakhtyor Soligorsk.

## Danh hiệu
Torpedo-BelAZ Zhodino
- Vô địch Cúp bóng đá Belarus: 2015–16